# Żukowska
Żukowska — żeńska forma nazwiska Żukowski.

## Znane osoby o nazwisku Żukowska
- Anna Maria Żukowska (ur. 1983), polska działaczka polityczna i prawniczka
- Dominika Żukowska, polska piosenkarka i gitarzystka
- Ewa Żukowska (ur. 1946), polska aktorka filmowa, telewizyjna i teatralna
- Jadwiga Żukowska (ur. 1926, zm. 2008), polska reżyserka, scenarzystka i montażystka
- Lucyna Żukowska (ur. 1844, zm. 1944), uczestniczka powstania styczniowego
- Marieta Żukowska (ur. 1982), polska aktorka filmowa i teatralna
- Marta Żukowska (ur. 1972), polska lekkoatletka
- Paulina Żukowska (ur. 1997), polska koszykarka
- Teodora Żukowska (ur. 1914, zm. 1993), polska urzędniczka, agentka kontrwywiadu Armii Krajowej, więźniarka polityczna okresu stalinizmu
- Zofia Żukowska (ur. 1932, zm. 2013), polska pedagożka i działaczka sportowa